# Angelo Manzocchi
Angelo Manzocchi (Morbegno, 1875 – Milano, 10 marzo 1951) è stato un imprenditore, partigiano e politico italiano.

## Biografia
Titolare della segheria Manzocchi che sorgeva a Morbegno in via Rivolta, è stato uno dei protagonisti della vita civile e politica della provincia di Sondrio nella prima metà del Novecento.
Fu non solo imprenditore nel campo del legno e delle utilizzazioni boschive, ma anche iniziatore di attività in ambito turistico (edificazione dell'Albergo "Morbegno" nell'omonima cittadina), promotore di interventi sulla viabilità (collegamento Morbegno-Valmasino, accesso alla Val Gerola, ecc.), filantropo (ideatore e fondatore dell'associazione Pro-Morbegno) e instancabile organizzatore del movimento socialista in provincia di Sondrio. Fu finanziatore e redattore di pubblicazioni come "Il Libero Alpigiano", "Il lavoratore Valtellinese" e "L'Adda".
Dopo il fallimento dell'operazione turistica legata all'albergo "Morbegno", nel 1911 si trasferì in Calabria dove, a Francavilla Marittima del Pollino, avviò una rilevante attività di sfruttamento del legname locale costruendo una teleferica di venti chilometri e facendo temporaneamente trasferire in Calabria circa trecento lavoranti valtellinesi (molti provenienti dalla Val Tartano), tutti abili boscaioli, addetti alle corde e al montaggio di impalcature per teleferiche.
Sfollato da Milano a Morbegno con la famiglia durante la II Guerra Mondiale, fu dirigente del locale movimento partigiano col nome di battaglia Calabresi, arrestato e imprigionato dal dicembre 1944 alla Liberazione. Fu il primo sindaco di Morbegno dopo la Liberazione. Fu membro della Giunta provinciale di Sondrio dal 22 maggio 1945 al 22 marzo 1947.